# Hermann Rorschach
Hermann Rorschach (Zurigo, 8 novembre 1884 – Herisau, 2 aprile 1922) è stato uno psichiatra svizzero.
Deve la sua fama soprattutto alla creazione di un originale metodo psicodiagnostico creato indipendentemente dai presupposti freudiani.
Tale metodo, detto Test di Rorschach, si avvale di una serie di dieci tavole coperte di macchie d'inchiostro nere o policrome che il paziente deve interpretare.

## Biografia
Hermann Rorschach nacque nel 1884 a Zurigo, la "capitale svizzera della psichiatria" dell'epoca (in quei decenni operarono presso l'Ospedale Psichiatrico della città, il celebre Burghölzli, psichiatri del calibro di Eugen Bleuler, Carl Gustav Jung e C.Velvet).
Figlio di un maestro d'arte, ed estremamente dotato di talento artistico lui stesso, al termine delle scuole superiori rimase a lungo in dubbio sulla carriera da perseguire.
Durante gli anni della scuola si era infatti interessato sia di pittura che di scienze naturali; in quegli stessi anni si era appassionato di un gioco all'epoca assai diffuso, la Kleksografia (consistente nel versare macchie di inchiostro colorato in un foglio di carta, che veniva poi ripiegato in due per ottenere effetti simmetrici).
Indirizzatosi infine verso la Medicina, si laureò nel 1909 e si specializzò poi in Psichiatria, sotto la guida di Bleuler stesso. Negli anni seguenti si avvicina ai circoli psicoanalitici, allora particolarmente vivaci in Svizzera e nella confinante Austria, ed inizia a sperimentare le differenti percezioni che soggetti diversi hanno davanti a macchie colorate derivanti da esperimenti di Kleksografia. In questo contesto, inizia a chiedersi se il diverso modo di appercepire le macchie possa essere legato a differenti dinamismi di personalità o problematiche psicopatologiche dei soggetti che vi si sottopongono. Avvia quindi un estensivo programma di ricerche sperimentali durato molti anni, provando vari tipi e sequenze di macchie, e raccogliendo sistematicamente i risultati ottenuti.
Nel 1921 pubblica la sintesi delle sue ricerche ed una relativa proposta di standardizzazione del sistema in un volume, Psychodiagnostik (1921), che all'inizio passa quasi inosservato.
L'anno successivo, a soli 37 anni, muore a causa di una peritonite mal diagnosticata.
Nel corso del decennio successivo, diversi psichiatri e psicoanalisti, europei e statunitensi, iniziano a sperimentare l'uso delle sue macchie standardizzate in ambito psicodiagnostico, ottenendo risultati clinicamente molto interessanti; nel corso degli anni '30 e '40 iniziano ad essere quindi poste le prime basi dei diversi sistemi di "siglatura" attualmente esistenti del suo test, conosciuto come il Test di Rorschach. Nonostante la sua complessità applicativa, nei decenni successivi il test si diffuse notevolmente in ambito psichiatrico e psicologico-clinico, fino a divenire uno dei reattivi psicologici più usati al mondo.